# برايان كوكس
برايان كوكس (بالإنجليزية: Brian Cox)‏ (7 مايو 1961 بشفيلد في المملكة المتحدة - ) هو لاعب كرة قدم بريطاني في مركز حراسة المرمى. لعب مع شيفيلد وينزداي ونادي هارتلبول يونايتد وهدرسفيلد تاون وBuxton F.C. ‏ ونادي مانسفيلد تاون.